# المنزه

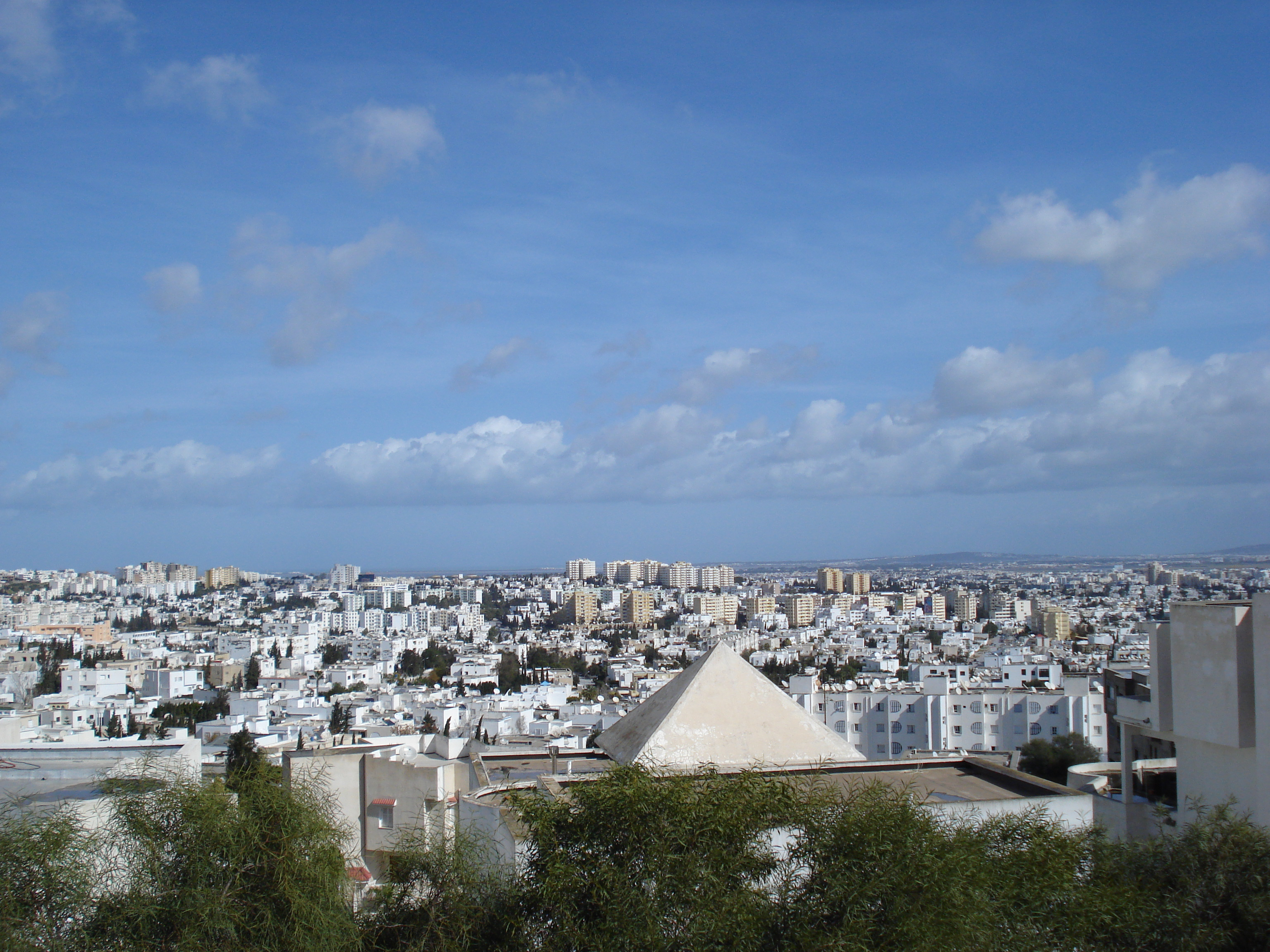
دید از حومه المنزه

المنزه (عربی: المنزه) اسم یک مجموعه‌ای از مناطق مسکونی مرفه در قسمت شمالی پایتخت کشور تونس می‌باشد. المنزه به ۹ قسمت فرعی با شماره مشخص از یک تا نه تقسیم شده‌است، هر قسمت فرعی نیز به ۹ منطقه کوچکتر تقسیم شده‌است. نزدیکترین این مناطق به پایتخت المنزه شماره یک است که در ابتدای جاده به سمت شهر أریانه بنا شده‌است، در این المنزه مجموعه ورزشی المپیک تونس قرار دارد. المنزه شماره ۱، ۴، ۵، ۶، ۷، ۸ و ۹ تحت اداره شهرداری المنزه می‌باشد که تابع استانداری تونس است، ولی بقیه مناطق المنزه تحت اداره شهرداری أریانه که تابع استانداری أریانه است می‌باشد. این منطقه شامل یک ورزشگاه می‌باشد بنام المنزه الریاضی که در دو زمینه والیبال و تنیس فعال است.

## نگارخانه

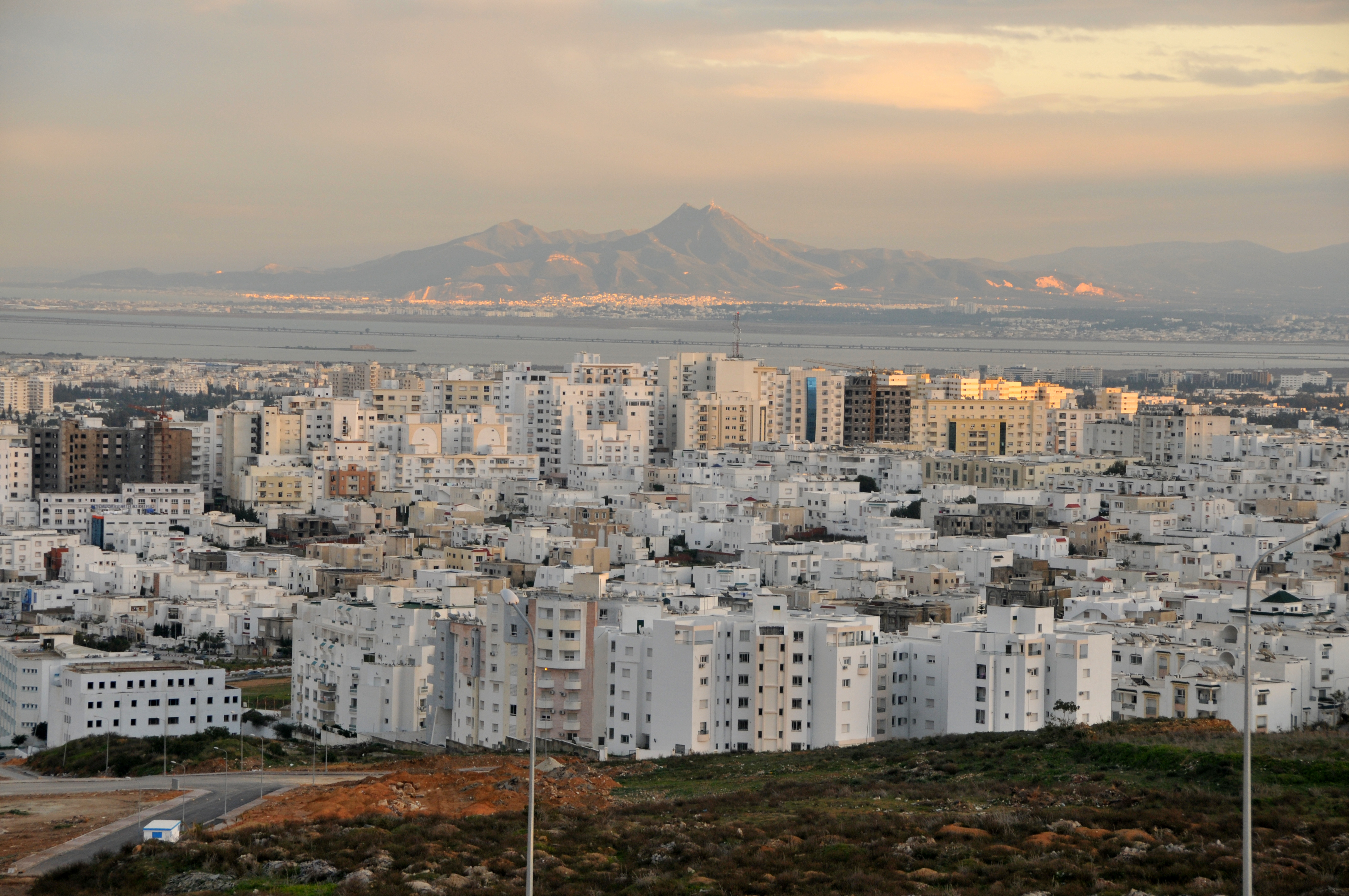
منظره پانورامای المنزه
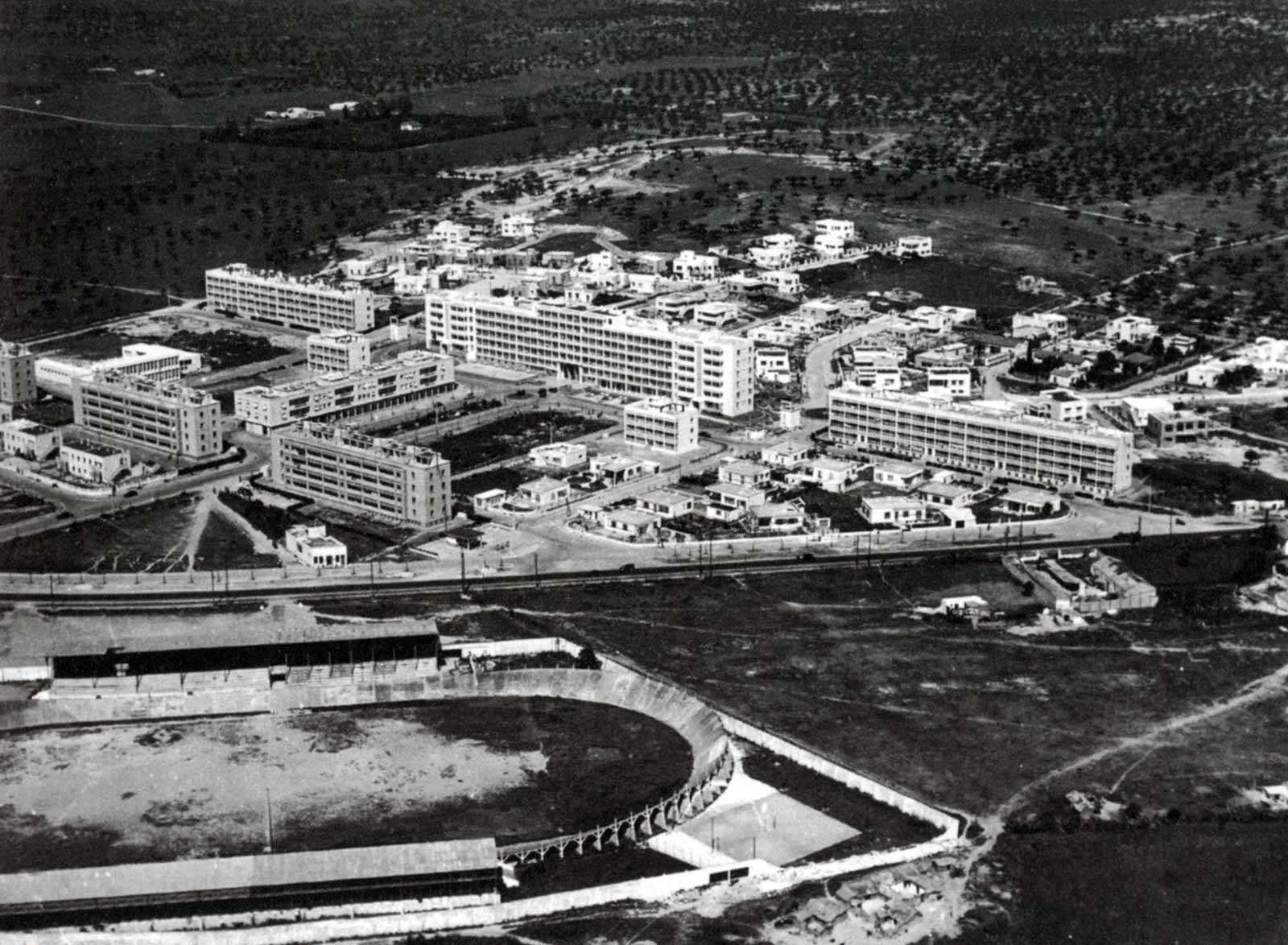
المنزه در ۱۹۵۵
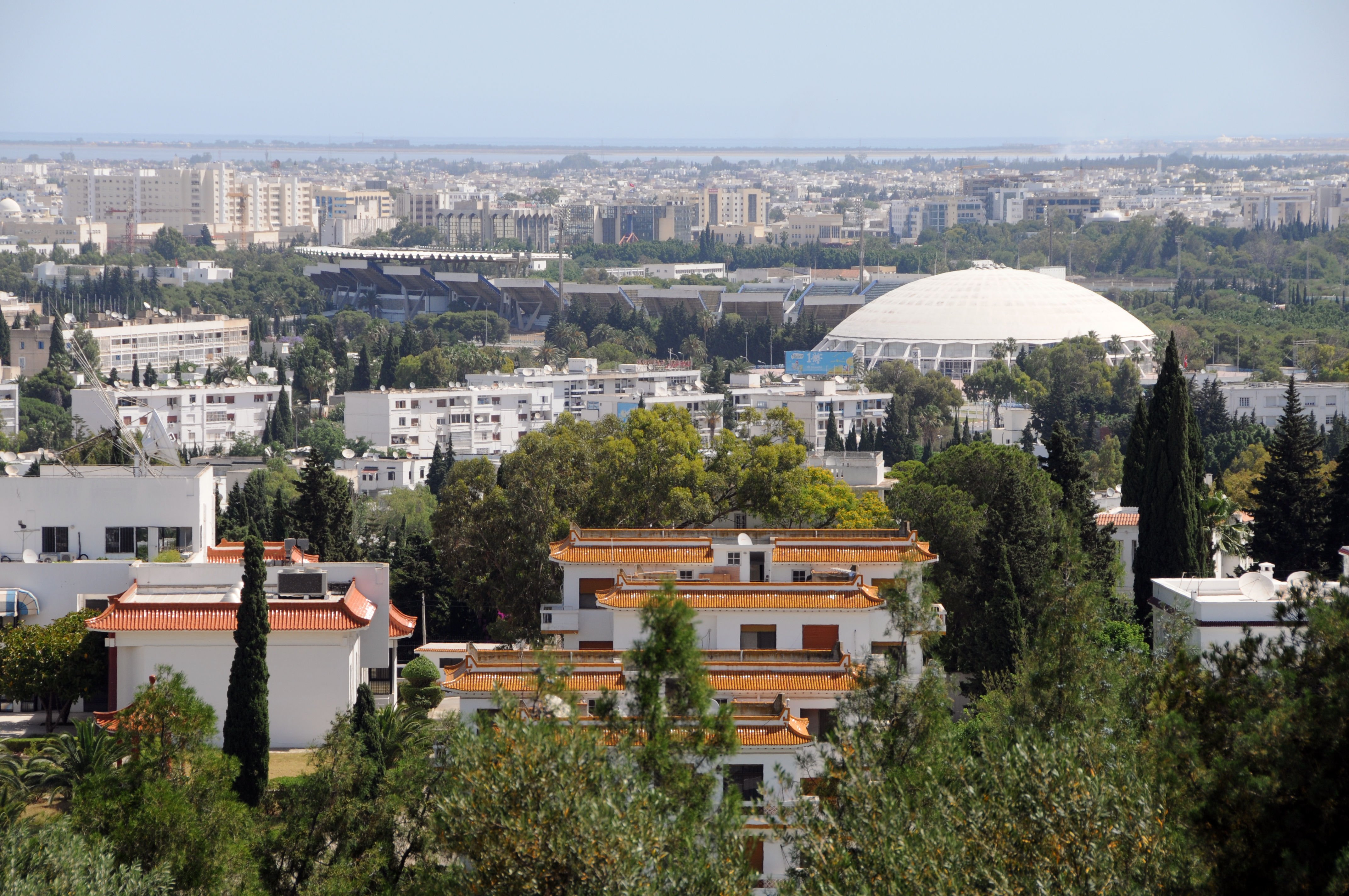
مجموعه ورزشی المپیک المنزه
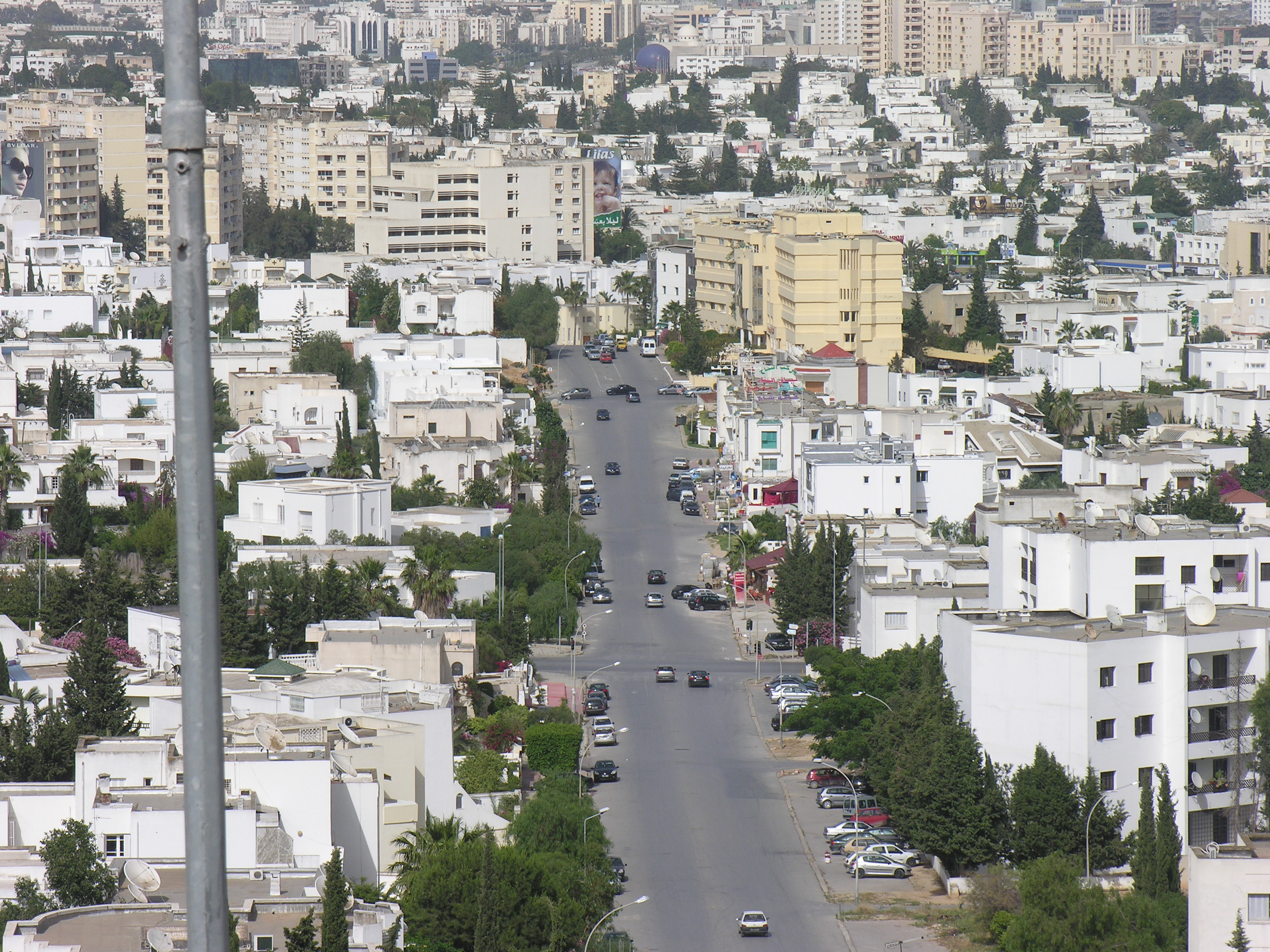
المنزه